# Otto von Waldburg

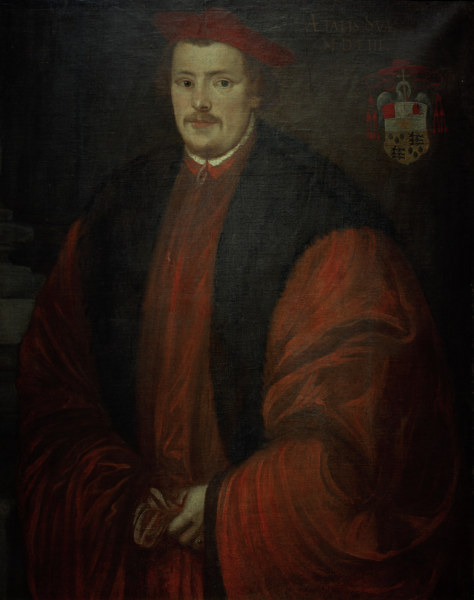
Lambert Sustris: Kardinal Otto von Waldburg (Schloss Zeil)

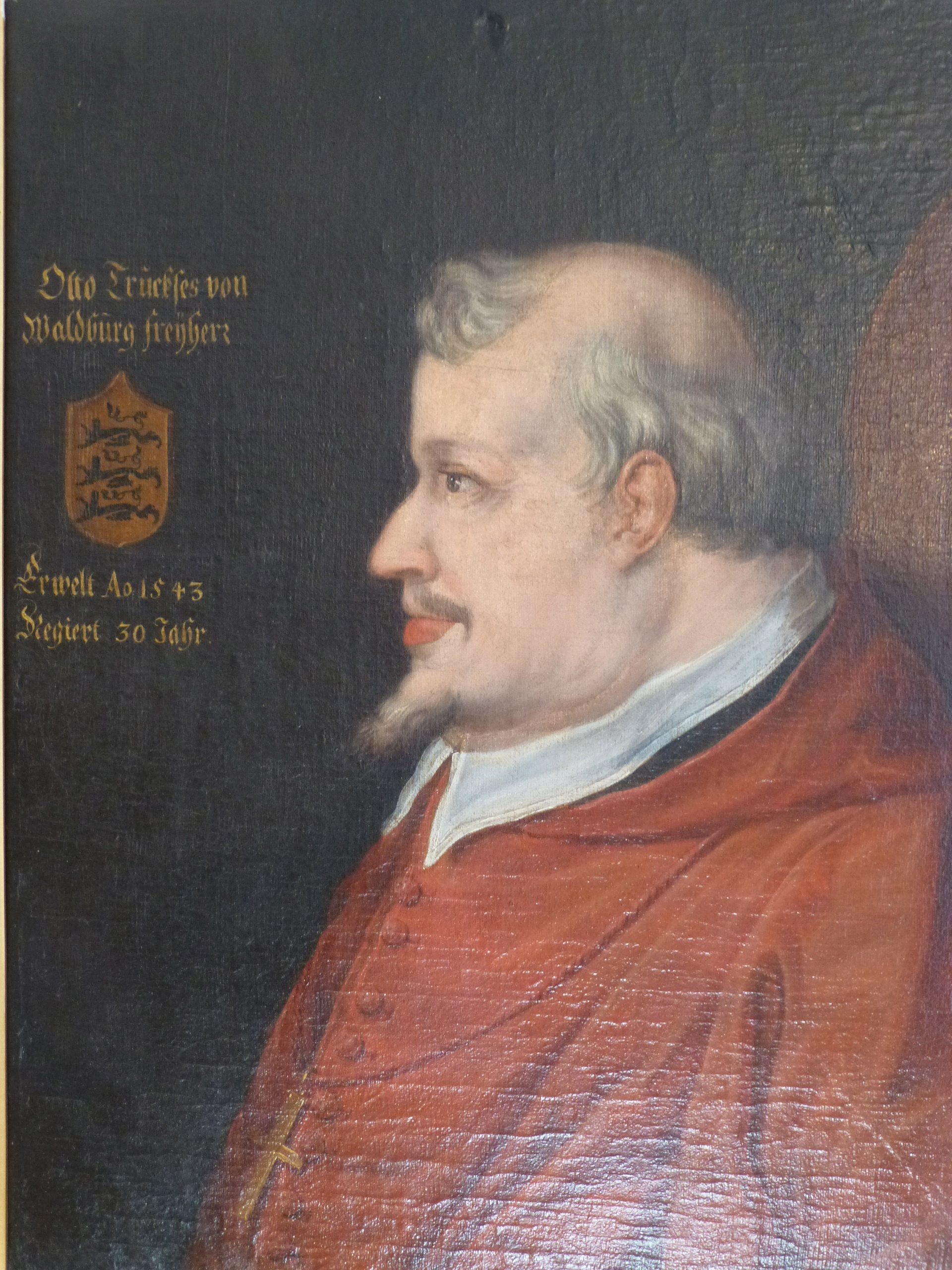
Kardinal Otto von Augsburg (Porträt auf Burg Waldburg)

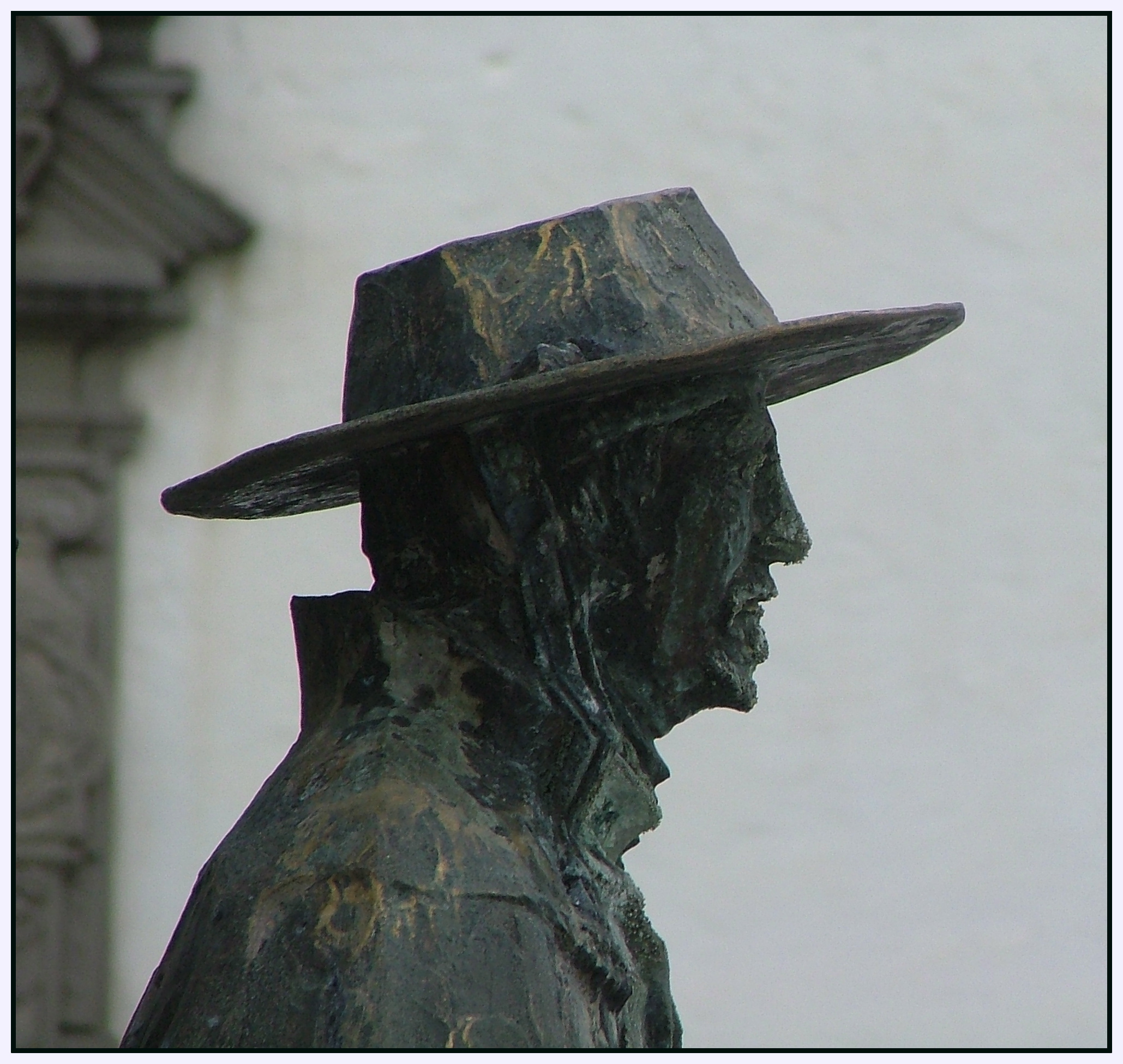
Kardinal Otto von Augsburg, Brunnenfigur von Schloss Zeil

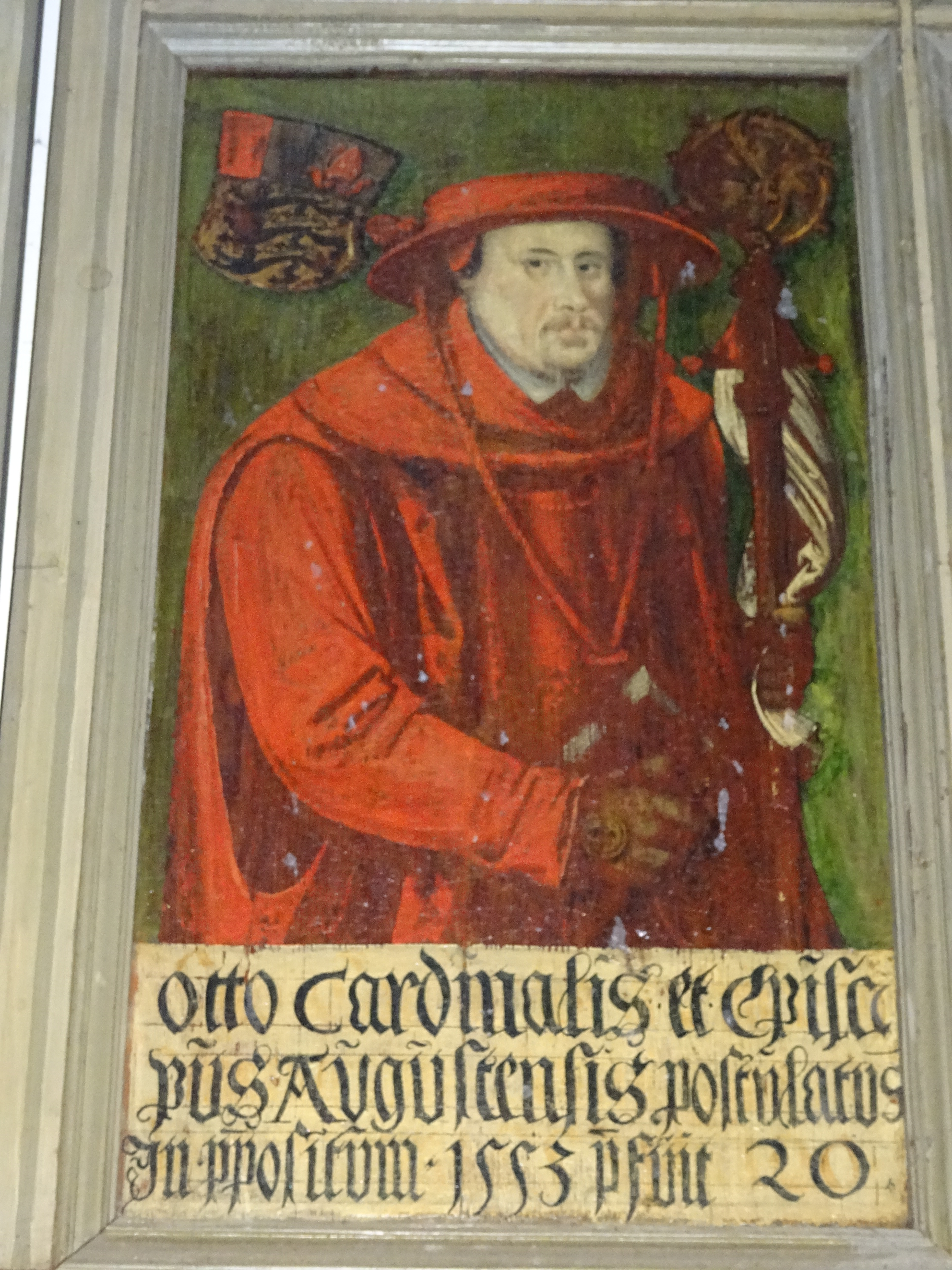
Otto von Waldburg an der Tafel der Äbte und Fürstpröbste in der Basilika St. Vitus (Ellwangen), Dargestellt ist er im roten Gewand eines Kardinals

Otto Truchseß von Waldburg-Trauchburg, auch Kardinal Otto von Augsburg, (* 25. Februar 1514 im Schloss Scheer bei Sigmaringen; † 2. April 1573 in Rom) war Bischof von Augsburg,  Fürstprobst von Ellwangen und Kardinal der katholischen Kirche.

## Leben
Otto war ein Sohn Wilhelms, Truchseß von Waldburg. Er entstammte somit der Jakobischen Linie des Hauses Waldburg, das im Heiligen Römischen Reich das Erbtruchsessenamt innehatte und als Bestandteil ihres Namens führte.
Otto studierte 1524 in Tübingen, dann in Dole, 1531 in Padua, und 1534 in Bologna, wo er zum Doctor theologiae promovierte und 1535 in Pavia. Bereits 1522 erhielt er die Tonsur und wurde 1525 Domherr in Augsburg sowie 1529 in Speyer.
1537 wurde Otto von Waldburg in der Kurie für den diplomatischen Dienst geschult, 1538 avancierte er zum Päpstlichen Kammerherrn und kehrte nach Deutschland zurück. Am 22. März 1539 übernahm er in Speyer das Amt des Domkantors und wurde auch Propst des Allerheiligenstiftes, beides als Nachfolger des Klerikers David Göler von Ravensburg († 1539). 1540/41 nahm er an den Religionsgesprächen in Deutschland teil, er war päpstlicher Geheimer Rat und kaiserlicher Gesandter.
1540 wurde er Domdekan in Trient, ein Jahr später ernannte ihn Karl V. zum kaiserlichen Rat. Er trat kompromisslos für den katholischen Glauben ein, den er 1542 am Reichstag von Speyer als kaiserlicher Kommissar verteidigte. 1542/43 überbrachte er im Auftrag von Papst Paul III. in Deutschland und Polen die Berufungsbullen für das Konzil von Trient.

### Bischof von Augsburg

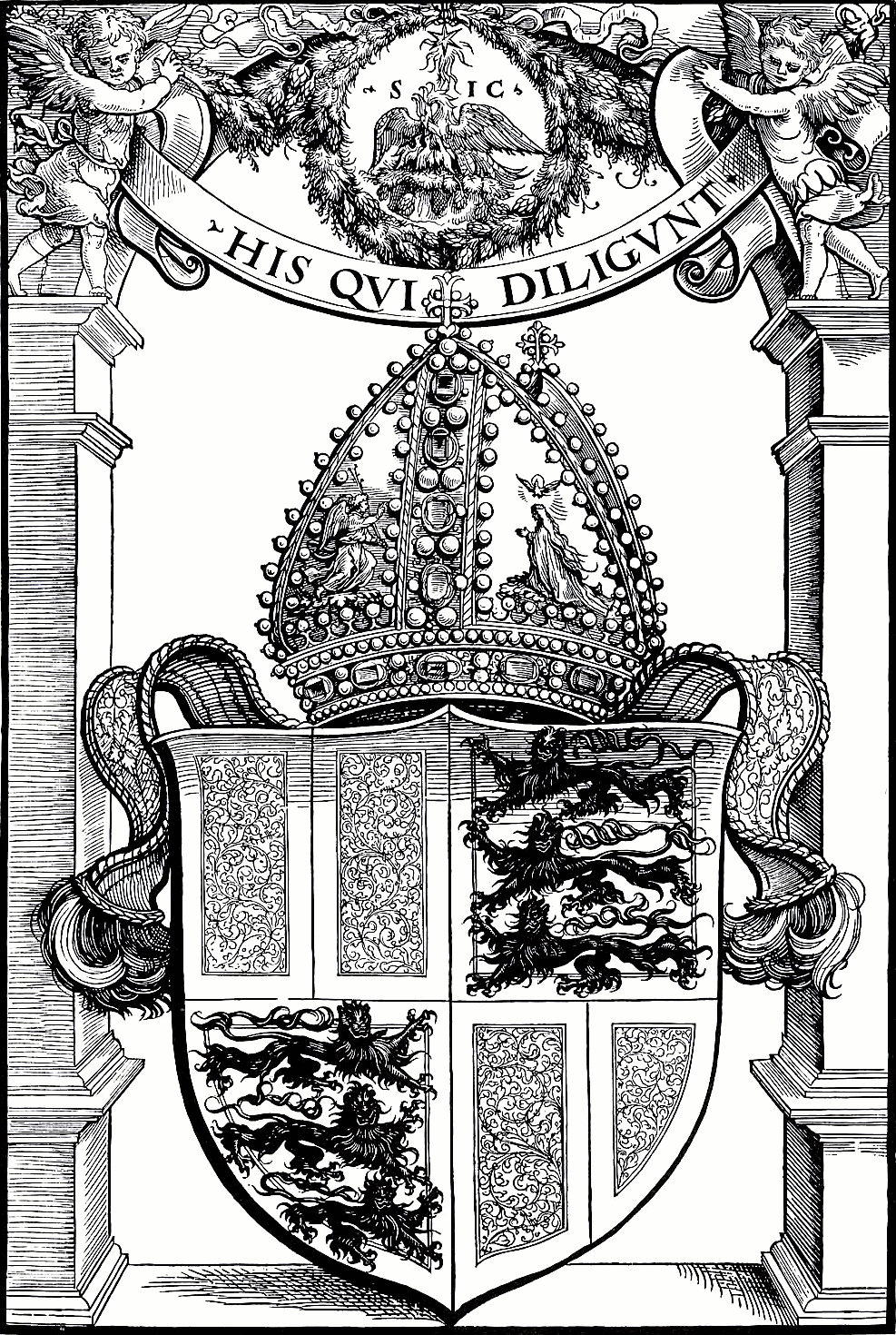
Wappen als Bischof von Augsburg (etwa 1543; Kunstsammlungen Veste Coburg)

Am 10. Mai 1543 wurde Otto zum Bischof von Augsburg gewählt und ließ sich im September und Oktober zum Priester und Bischof weihen. Am 19. Dezember 1544 erhob ihn der Papst zum Kardinal. Er bewarb sich in diesen Jahren erfolglos um die Erzbischofssitze von Mainz, Trier und Köln. Im Jahre 1553 wurde er zum Fürstpropst des kleinen geistlichen Fürstentums Ellwangen gewählt und stellte als solcher ein Gegengewicht zu den protestantischen Kräften in dieser Region dar.
Er nahm 1546/47 auf der Seite Karls V. aktiv am Schmalkaldischen Krieg teil. Er missbilligte 1548 das Augsburger Interim als Eingriff des Kaisers in die kirchlichen Angelegenheiten, setzte seine Bestimmungen aber durch und vertrat 1547/48 den Standpunkt Karls beim Streit um die Verlegung des Konzils nach Bologna.
1549 gründete er in Dillingen mit dem spanischen Dominikaner Pedro de Soto als Gründungsrektor das Collegium St. Hieronymi, auch als Collegium litterarum bezeichnet, das 1551 in eine Universität umgewandelt wurde. 1550 gründete er im selben Orte eine Druckerei, um Schriften zur Glaubensverteidigung verbreiten zu können, und hatte dazu den Drucker Sebald Mayer nach Dillingen geholt. Otto von Waldburgs Versuche, in Dillingen oder Augsburg ein Jesuitenkolleg zu errichten, scheiterten am Geldmangel und am Widerstand des Domkapitels.
1552 wurde Otto von Moritz von Sachsen aus Augsburg vertrieben und hielt sich von Mai 1552 bis April 1553 in Rom auf, wo er an der Gründung des Collegium Germanicums beteiligt war. 1555 protestierte er gegen die Zugeständnisse, die den Protestanten beim Augsburger Religionsfrieden gemacht wurden.
Nach 1555 bemühte er sich mehr um die Seelsorge und ließ sich vor allem von Petrus Canisius beraten, den er zum Domprediger von Augsburg bestellte. 1555 übertrug er die von ihm 1549 als Seminar gegründete Universität Dillingen dem Jesuitenorden. Durch Diözesansynoden in Dillingen 1543, 1548 und 1567 versuchte er eine Reform seiner Diözese. 1572 beauftragte er Nikolaus Elgard mit der Visitation des Bistums. Wegen seiner politischen Aufgaben und seiner häufigen Abwesenheit aus seinem Bistum und seiner ständigen Geldnöte gelangen ihm Reformen nur teilweise.
Otto nahm nicht persönlich am Konzil von Trient (1545–1563) teil, war aber gegen Zugeständnisse an die Protestanten beim Laienkelch und bei der Priesterehe. Bei der Frage der Kirchenmusik wurde er vom Konzil um Rat gefragt.
1557 übertrug ihm Ferdinand I. das Protektorat der Deutschen Nation an der römischen Kurie.
Von 1559 bis 1563 und ab 1568 lebte er wieder in Rom, von wo er den Widerstand der deutschen Katholiken gegen die Protestanten zu stärken versuchte. Er hatte wesentlichen Einfluss auf die Entsendung der Legaten Giovanni Morone 1555 und Giovanni Francesco Commendone 1566 nach Deutschland. 1566 konnte er durch seinen Einfluss die katholischen Stände beim Reichstag zu Augsburg zu einer Ablehnung der Religionsgespräche und eines Nationalkonzils bewegen.
1568 erreichte er bei der Kurie die Errichtung der Congregatio Germanica.

### Kardinal

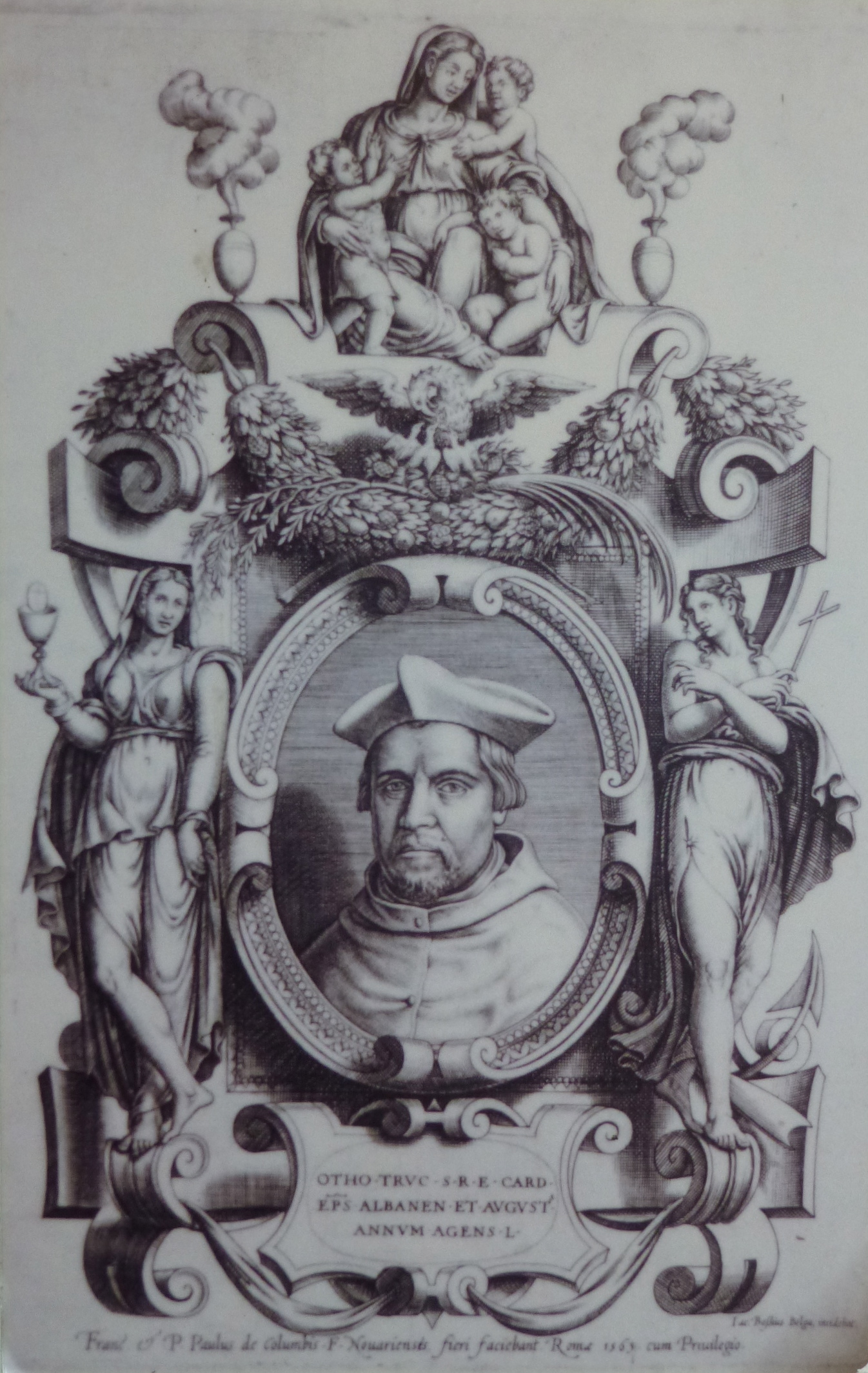
Kardinal Otto von Augsburg (Darstellung Burg Waldburg)

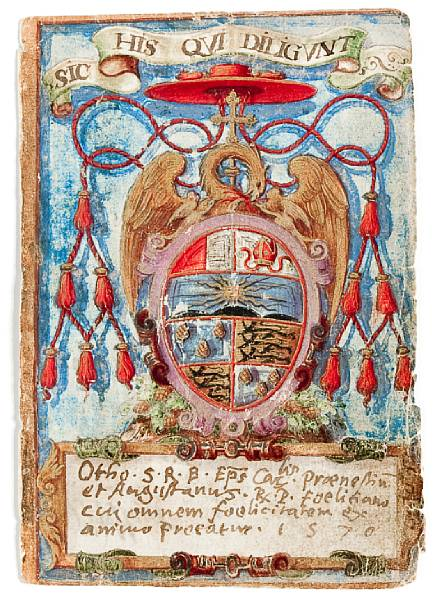
Ottos Kardinalswappen im Stammbuch des Feliciano Ninguarda (1570)

Als Otto durch Papst Paul III. 1544 zur Würde eines Kardinals erhoben wurde, ernannte dieser ihn 1545 zum Kardinalpriester von Santa Balbina, 1550 erhielt er durch Julius III. die Titelkirche Santa Sabina (bis 1561) und wurde 1561 durch Pius IV. zur Würde eines Kardinalpriesters von Santa Maria in Trastevere berufen. Seit 1562 amtierte er dann als Kardinalbischof von Albano, wurde 1570 kurz Kardinalbischof von Sabina und noch im gleichen Jahr bis zu seinem Tode 1573 schließlich Kardinalbischof von Palestrina.
Er förderte die Wissenschaft und Kunst, stand mit führenden Gelehrten seiner Zeit in Kontakt und gab viel Geld für den Ausbau seiner Schlösser, Bibliotheken und Kunstsammlungen aus. Seine ständigen Geldnöte führten zu wiederholten Konflikten mit dem Domkapitel, das ihn als Bischof 1557 sogar absetzen wollte.
Als Kardinal nahm Otto an fünf Konklaven teil: 1549/1550, April 1555, Mai 1555, 1559 und 1572.
Am 3. April 1573 wurde er in der Kirche Santa Maria dell’Anima in Rom beigesetzt. Seine Gebeine wurden 1614 nach Dillingen und 1646 in die dortige Universitätskirche umgebettet.